# Астрограф

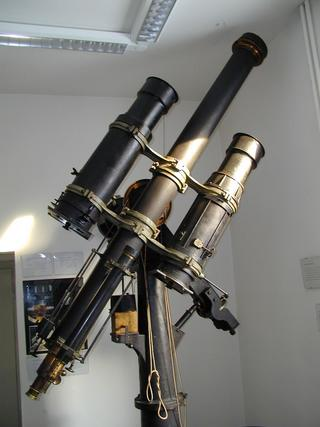

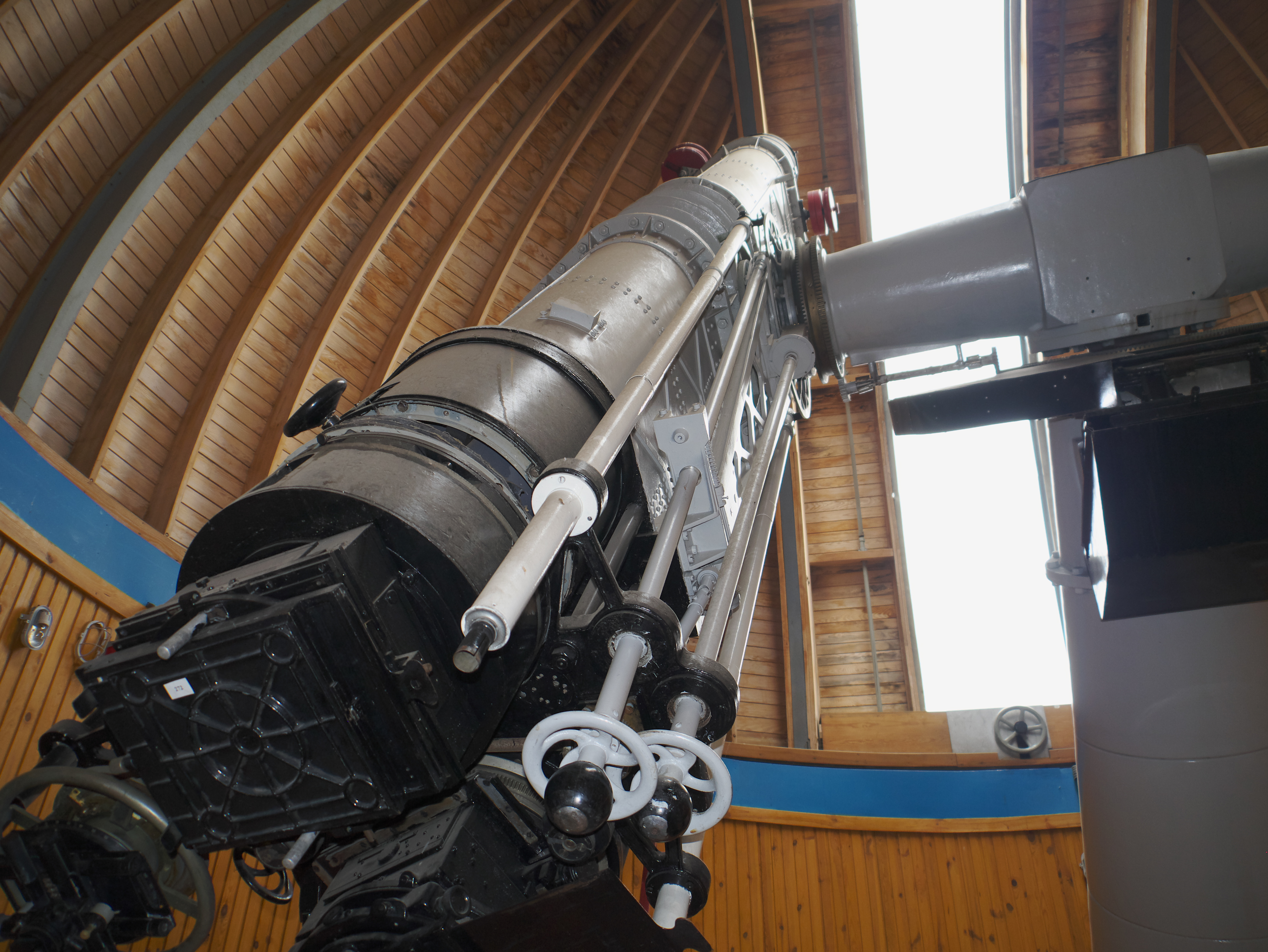
Подвійний довгофокусний астрограф у Головній астрономічній обсерваторії НАН України

Астрограф (грец. αστρον — зоря, γραφω — пишу) — телескоп для фотографування небесних світил.
З часів винаходу Галілея телескопи призначались виключно для візуальних  спостережень за кометами,і деталями на дисках планет. З кінця XIX століття, з винаходом фотографії в астрономію увійшов фотографічний метод спостережень. Збільшились вимоги до телескопів і до максимального використання світла яке вони збирають. В фокальну площину телескопу прикріплена касета з фотопластинкою,що дозволяє збирати світло досить довгий час. Зараз як фотоприймач застосовують ПЗЗ-камери.
Спеціальні телескопи призначені виключно для фотографічних спостережень традиційно називають астрографами, в наш час це всі великі телескопи.
За схемою будови астрографи можуть бути рефракторами, рефлекторами або дзеркально-лінзовими телескопами.  Поворот астрографа услід за добовим обертанням небесної сфери відбувається за допомогою точного годинникового механізму, контроль за переміщенням труби — за допомогою гіда (другої оптичної труби, яку встановлено паралельно до першої). В сучасних астрографах застосовують фотоелектричний гід, який автоматично утримує обрану зорю в полі зору.
Астрографи бувають короткофокусні, нормальні, довгофокусні та ін. 
Короткофокусні астрографи (з фокусною відстанню до 1 м), проте з великим вхідним отвором застосовують для фотографування зір на великих ділянках неба, комет, астероїдів, штучних супутників Землі,метеорів.
Для точніших вимірювань зоряних положень використовують астрографи з фокусною відстанню в кілька метрів, серед них — нормальні астрографи (з F-3.5 м). 
Довгофокусні астрографи (з F«10—15 м) застосовують для визначення зоряних паралаксів і виявлення подвійних систем та ін.
Дзеркальні астрографи внаслідок їхньої великої світлосили використовують для фотографування слабких об'єктів.